# 伊曼紐爾·坎德斯
伊曼紐爾·讓·坎德斯（法語：Emmanuel Jean Candès，1970年4月27日—）是一名法國統計學家。他是史丹佛大學的統計學和電機工程教授，以及巴納姆-西蒙斯數學和統計學主席。

## 生平
坎德斯於1993年獲得巴黎綜合理工學院的碩士學位。他在史丹佛大學攻讀博士，1998年在戴維·多諾霍的指導下獲得統計學博士學位，並立即加入史丹佛大學的教師隊伍，擔任統計學助理教授。他於2000年到加州理工學院任教，2006年被任命為羅納德和瑪克辛·林德應用和計算數學教授。他於2009年回到史丹佛大學。

## 研究工作
坎德斯的早期研究涉及非線性近似理論。在他的博士論文中，他開發了被稱為曲波和脊波的小波的一般化，能夠捕捉訊號中的高階結構。這項工作對圖像處理和多尺度分析產生重大影響，並為他贏得2001年的波波夫近似理論獎。
2006年，坎德斯與澳美數學家陶哲軒共同撰寫了一篇論文，在壓縮感知領域起到帶頭作用：從少數精心構建的、看似隨機的測量中恢復稀疏的信號。此後，許多研究人員對這一領域做出了貢獻，提出只需要一個傳感器就能記錄照片的相機的想法。

## 獲獎和榮譽
2001年，坎德斯獲得斯隆獎。他在2005年被授予詹姆斯·H·威爾金森數值分析與科學計算獎。2006年，他獲得瓦西爾·A·波波夫獎以及艾倫·T·沃特曼獎，其研究被美國國家科學基金會描述為「完全是革命性的」。2010年，Candès和Terence Tao被授予George Pólya獎。 2011年，坎德斯被授予科拉茨獎。2012年，坎德斯獲得由數學優化學會（MOS）和工業與應用數學學會（SIAM）頒發的拉格朗日連續優化獎。他還在2013年被哥廷根科學院授予丹尼·海因曼獎。2014年，他獲選為美國國家科學院院士。2015年，他獲得AMS/SIAM的喬治·戴維·伯克霍夫獎。他也是SIAM的會士。2017年，坎德斯獲得麥克阿瑟獎，表彰其探索不完整數據集的訊號恢復及矩陣完成的極限，對多個領域的高影響力應用產生影響。
2018年，坎德斯獲選為美國數學學會會士。2020年，他被授予阿斯圖里亞斯親王技術和科學研究獎。

## 個人生活
坎德斯的妻子是史丹佛大學統計學家基婭拉·薩巴蒂。

## 外部連結
- 伊曼紐爾·坎德斯 （页面存档备份，存于）在史丹佛大學的官方網頁。